# گورام ساگارادزه (کشتی‌گیر)
گورام ساگارادزه (انگلیسی: Guram Sagaradze؛ زادهٔ ۲۱ مارس ۱۹۳۹) کشتی‌گیر اهل اتحاد جماهیر شوروی سوسیالیستی بود.
وی همچنین برندهٔ جوایزی همچون نشان پرچم سرخ کار شده‌است.
وی در مسابقات کشوری و بین‌المللی در مجموع برندهٔ ۲ مدال طلا، ۳ مدال نقره، ۱ مدال برنز شده‌است.